# Roobuka
Roobuka – wieś w Estonii, w prowincji Harju, w gminie Saku.
Znajduje się tu przystanek kolejowy Roobuka, położony na linii Tallinn – Parnawa/Viljandi.